# Dienststellung
Eine Dienststellung bezeichnet – im Gegensatz zu einem Dienstrang oder Dienstgrad bzw. Dienstposten – die funktionale Eingliederung einer Person in einer Befehls- und Kommandostruktur bei vielen Streitkräften bzw. in einer Organisationsstruktur bei einigen Organisationen mit hoheitlichen Aufgaben. In Österreich wird auch die Bezeichnung Dienstverwendung oder Funktion verwendet.

## Deutschland

### Bundeswehr
Die Dienststellung geht gemäß der deutschen Vorgesetztenverordnung (VorgV) hinsichtlich der Befehlsbefugnis dem Dienstgrad vor.
Beispiele
- Ein Zugführer könnte z. B. den Dienstgrad Oberleutnant haben. Sein Einheitsführer ist jedoch unabhängig vom Dienstgrad dem Zugführer aufgrund seiner Dienststellung vorgesetzt (§ 1 VorgV), selbst wenn er nur den Dienstgrad Leutnant hätte. Das kommt kurzfristig in Betracht, wird jedoch normalerweise über längere Zeit vermieden.
- Wenn ein Soldat einer Einheit z. B. den Dienstgrad Hauptmann hat, ist ihm dennoch ein Feldwebel im (vorübergehenden) Dienst als Offizier vom Wachdienst aufgrund seiner Dienststellung im Bereich der festgelegten Wachaufgaben vorgesetzt (§ 3 VorgV).
- Kompaniefeldwebel – im Soldatenmund kurz oft auch „Spieß“ – ist im Bereich der Bundeswehr eine typische Dienststellung in Einheiten mit Kompaniestatus. In früheren deutschen Streitkräften, wie beispielsweise Wehrmacht und Nationaler Volksarmee, trug der Kompaniefeldwebel die Dienststellungsbezeichnung Hauptfeldwebel.

Die Bezeichnungen General der Infanterie (Dienststellung, Bundeswehr), General der Fernmeldetruppe, General Flugsicherheit, General der Nachschubtruppe und General der Heeresflugabwehrtruppe sind in der Bundeswehr im Gegensatz zu den früheren Armeen keine Dienstgrade mehr, sondern Dienststellungen.

### Feuerwehr
Bei der Feuerwehr in Deutschland wird in einigen Bundesländern (z. B. Baden-Württemberg, Hessen und Nordrhein-Westfalen) das Prinzip der Unterscheidung zwischen Dienstgraden und Dienststellungen angewandt. Die Feuerwehrangehörigen tragen hier neben dem Dienstgradabzeichen ggf. ein spezielles Dienststellungsabzeichen.

### Technisches Hilfswerk
Beim Technischen Hilfswerk werden ausschließlich Dienststellungen angewandt.